# ノット (時計メーカー)
ノット（英: Knot）は、株式会社Knotが展開する日本の時計ブランドである。

## 概要
バイヤーとしてルミノックスやスカーゲンを手がけた遠藤弘満が、スカーゲン本社が売却されたことを契機に、日本製で質が良く価格を抑えた時計を販売することを目的に2014年3月設立。2014年6月、市場調査も兼ねたクラウドファンディングによる資金調達を行い、短期間に500万円以上を集めたことで話題を呼び、2014年7月から公式サイトでのインターネット販売を開始した。用意された初年度生産分5000本の時計は、4カ月ほどで完売するほど人気を集めた。
2015年1月、直営店のオープンを目的とした2度目のクラウドファンディングを実施し1181万円を集め、2015年3月東京都武蔵野市吉祥寺にギャラリーショップをオープン。2015年5月より純日本製の機械式モデルの予約販売を開始した。
ノットの時計の特徴として、全てのモデルでキズに強いサファイア風防を採用している。また、ベルトの着せ替えや長短秒針の組み合わせなどオーダーメイドにも対応している。

## 主なモデル

### クラシック
スモールセコンドモデル、クロノグラフモデル、スクエアモデルの3つ。
スモールセコンドモデルとスクエアモデルのムーブメントはミヨタ製、クロノグラフモデルのムーブメントはセイコーエプソン製。

### AC-39 クロノグラフ
クオーツクロノグラフモデル。ムーブメントはセイコーエプソン製。

### AT-38
ノット初の機械式モデル。ムーブメントはミヨタ製、ケース製造は福島県須賀川市の林精器製造、文字盤製造および組み立ては秋田県仙北市の株式会社セレクトラで純日本製造を目指したモデル。